# Оробець Юлія Василівна
Ю́лія Васи́лівна Оробе́ць (10 липня 1995) — українська паверліфтерка, кандидатка в майстри спорту.
Тренується у родині: заслужений тренер України Василь Оробець та майстриня спорту міжнародного класу Інна Оробець.
Станом на 2014 рік — студентка інституту економіки і менеджменту Національного університету «Львівська політехніка».

## Спортивні досягнення
- у вересні 2013 року здобула срібну нагороду на Чемпіонаті світу серед юніорів, що проходив в штаті Техас.
- в грудні 2013 року за один день встановила чотири силові рекорди України серед дівчат — під час Чемпіонату України з паверліфтингу серед студентів ВНЗ, що відбувся в Коломиї — у присіданні підняла 172,5 кг, в жимі лежачи — 98 кг, становій тязі — 160,5 кг, в сумі підняла 431 кг.
- в грудні 2014 року здобула Кубок України з паверліфтингу, вагова категорія до 72 кг, сума в триборстві 440 кг.